# بوكيمون بيكاتشو

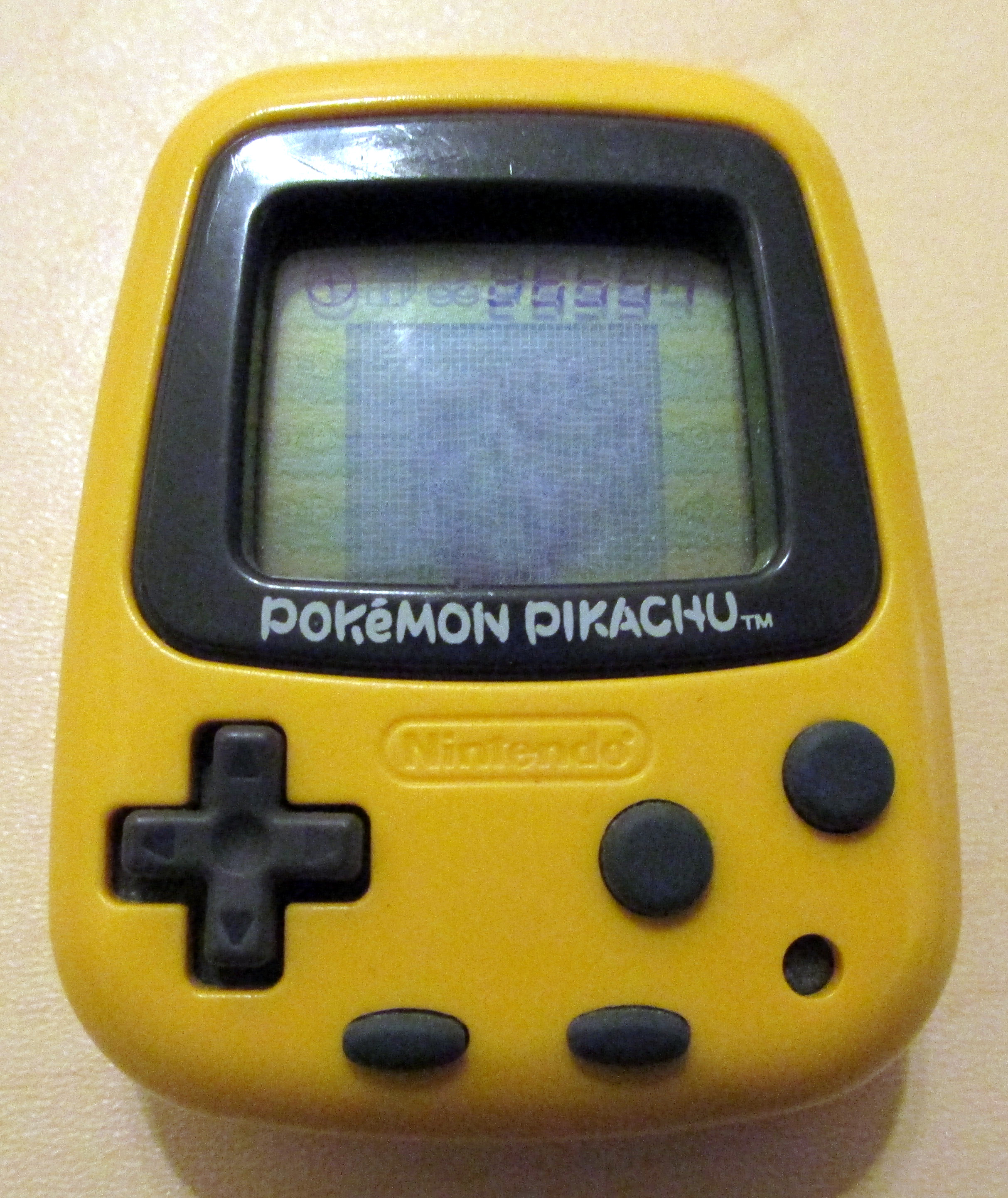
جهاز حويسب بوكيمون بيكاتشو.

بوكيمون بيكاتشو (بالإنجليزية: Pokémon Pikachu)‏، ويسمى في الإصدار الياباني بوكيت بيكاتشو، هي جهاز حويسب مصغر والتي أنتجها شركة نينتندو اليابانية، صدرت في الأسواق خلال عقد 1990، وهي الإصدار الأول للعبة المصغرة، وتلاه إصدارها الثاني باسم بوكيمون ميني.